# Castaways and Cutouts
Castways and Cutouts é o primeiro álbum de estúdio da banda The Decemberists, lançado originalmente em 21 de maio de 2002, pela Hush Records e reeditado em 6 de maio de 2003, pela gravadora Kill Rock Stars. O título do álbum é retirado da letra da música "California One/Youth and Beauty Brigade".
A capa do álbum foi criada pela artista Carson Ellis, a namorada de longa data (atual esposa) do vocalista Colin Meloy.

## Recepção
| Críticas profissionais | Críticas profissionais |
| Avaliações da crítica  | Avaliações da crítica  |
| Fonte                  | Avaliação              |
| ---------------------- | ---------------------- |
| AllMusic               | [ 1 ]                  |
| The Boston Phoenix     | [ 2 ]                  |
| Pitchfork              | [ 3 ]                  |

Castways and Cutouts recebeu críticas positivas em sua maioria. O álbum ficou em 89º lugar na lista Top 200 Melhores Álbuns da década de 2000, da revista norte-americana Under the Radar, e no número 96 dos 100 Melhores Álbuns de 2000-2004, da revista online Pitchfork.

## Lista de faixas
Todas as faixas escritas e compostas por Colin Meloy. 
| N.º            | Título                                    | Duração |  |
| 1.             | "Leslie Anne Levine"                      | 4:13    |  |
| 2.             | "Here I Dreamt I Was an Architect"        | 4:29    |  |
| 3.             | "July, July!"                             | 2:53    |  |
| 4.             | "A Cautionary Song"                       | 3:09    |  |
| 5.             | "Odalisque"                               | 5:21    |  |
| 6.             | "Cocoon"                                  | 6:49    |  |
| 7.             | "Grace Cathedral Hill"                    | 4:29    |  |
| 8.             | "The Legionnaire's Lament"                | 4:45    |  |
| 9.             | "Clementine"                              | 4:07    |  |
| 10.            | "California One/Youth and Beauty Brigade" | 9:51    |  |
| Duração total: | Duração total:                            | 49:59   |  |

## Créditos
De acordo com as  notas do encarte de Castways and Cutouts.
- Colin Meloy – vocais, violão, percussão
- Chris Funk – guitarra, pedal steel, theremin
- Jenny Conlee – órgão hammond, piano, piano rhodes, acordeão
- Nate Query – contrabaixo
- Ezra Holbrook – bateria, percussão, vocais

### Produção
- Produzido por The Decemberists
- Gravado por Simon Widdowson
- Masterizado por Ryan Foster
- Design por Third Eyebrow (.com)
- Direção de arte de Colin Meloy e Carson Ellis
- Pintura da capa e ilustrações por Carson Ellis
- Foto do interior da bandeja por Jonathan Gitelson
- Trecho de som em "California/Youth and Beauty Brigade" de Archangel, dirigido por Guy Maddin.